# Now (canal de televisión)
Now es una cadena de televisión abierta turca, propiedad de The Walt Disney Company y que emite desde 2024 bajo su nombre actual. Comenzó a emitir el 22 de abril de 1993 con el nombre TGRT (Türkiye Gazetesi Radyo Televizyonu) y era propiedad de İhlas Holding. El 23 de julio de 2006, fue comprado por News Corporation y rebautizada como Fox el 24 de febrero de 2007. Sin embargo no logra el éxito esperado con Fox Türk y lo devolvió a İhlas Holding, el cual volvió a su nombre original el 1 de julio de 2009. En marzo del 2019, fue adquirido a The Walt Disney Company como parte del proceso de adquisición de 21st Century Fox. Y desde el 12 de febrero de 2024, Fox ahora se llama Now y fue comprado por una empresa saudí. Las dos empresas ahora son propietarias del canal.

## Historia

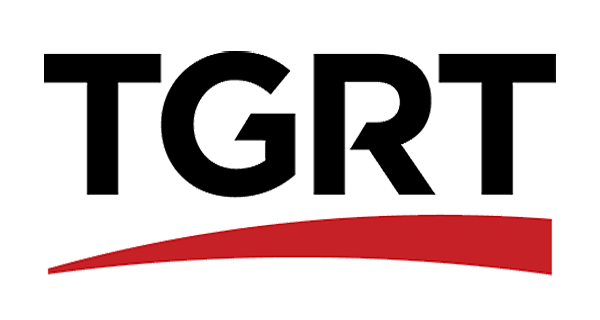
Antiguo nombre de la cadena desde 1993 a 2007.

El canal era originalmente TGRT (acrónimo en turco como: 'Türkiye Gazetesi Radyo Televizyonu'; Turquía Periódico Radio Televisión) y comenzó a transmitirse el 23 de abril de 1993, bajo İhlas Holding. TGRT fue uno de los primeros canales de televisión privados de Turquía. Entre 2001 y 2004, TGRT era propiedad de Tasarruf Mevduatı Sigorta Fonu antes de ser vendida nuevamente a İhlas Holding.

Nombre de la cadena de TV estadounidense.

El 23 de julio de 2006, y en medio de una crisis del holding, News Corporation de Keith Rupert Murdoch adquiere TGRT de İhlas Holding, y fue formado en conjunto con Ahmet Zahrettin Sebuh Ertegün. La venta no incluyó otros canales de TGRT que aún emiten como TGRT Haber ni TGRT Pazarlama. Un tercer canal de televisión, en este caso, TGRT EU, posteriormente se incluiría en la venta.
El canal comenzó a emitirse el 24 de febrero de 2007, TGRT se renombró como Fox y TGRT EU se renombró como Fox Türk, emitiendo para la población turca en Europa. David Parker Reid fue Gerente General de Fox TV Turkey entre 2006–2009. David Parker Reid, Hakan Etus, Koray Altinsoy, Doğan Şentürk desempeñaron un papel crucial como los ejecutivos más importantes sobre el establecimiento de FOX TV en Turquía.
En 2009 News Corporation no logra el éxito esperado con Fox Türk y lo devolvió a İhlas Holding, el cual volvió a su nombre original el 1 de julio de 2009.
Desde julio de 2012, transmite en formato de imagen 16:9.
Después de la partida de David Parker Reid, Pietro Vicari se desempeñó como Gerente General entre 2009-2014. El 26 de noviembre de 2014, Adam Theiler fue nombrado Gerente General de Fox TV.
A diferencia de otros canales internacionales de Fox que generalmente se enfocan en programas sindicados principalmente de los Estados Unidos, Fox TV Turquía se enfocaba en la programación original.
El 12 de febrero de 2024, Fox cambió su nombre por Now, sin cambios relevantes en la programación, como parte de la retirada progresiva de la marca Fox prevista por Disney tras la adquisición de 21st Century Fox. A diferencia de otros canales de la marca Fox, el canal turco no pasó a llamarse Star Channel debido a que ya existía un canal llamado Star TV en Turquía y a que la versión turca de FX ya existía en la región.

### Series semanales
Esta es una lista de programas de televisión que han sido transmitidos en Now (Turquía) anteriormente o que están siendo transmitidos actualmente.
- 2023-: Ruhun Duymaz (Tu Espíritu no Escucha) (los lunes a las 20:00)
- 2023-: Yaz Şarkısı (Canción de Verano) (los domingos a las 20:00)
- 2023-: Kısmet (El Destino) (los viernes a las 20:00)
- 2023-: Yabani (Salvaje) (los martes a las 20:00)[5]
- 2023-: Bambaşka Biri (Alguien Más) (los lunes a las 20:00)[6]